# Quadrastichus citrella
Quadrastichus citrella är en stekelart som beskrevs av Reina och La Salle 2004. Quadrastichus citrella ingår i släktet Quadrastichus och familjen finglanssteklar.
Artens utbredningsområde är:
- Cypern.
- Italien.
- Marocko.
- Israel.
- Spanien.
- Taiwan.
- Thailand.

Inga underarter finns listade i Catalogue of Life.